# Čtyřstěn
Čtyřstěn (zvaný též trojboký jehlan, tetraedr) je nejjednodušší mnohostěn, typ trojrozměrného tělesa. Je vymezen nejmenším možným počtem bodů, který může trojrozměrné těleso definovat, tzn. čtyřmi různými body v prostoru.
Obecný čtyřstěn je tvořen ze čtyř obecných trojúhelníků.
Pravidelný čtyřstěn je tvořen čtyřmi stejnými rovnostrannými trojúhelníky.
Pravidelný čtyřstěn patří mezi takzvaná platónská tělesa. Pravidelný čtyřstěn je také trojrozměrným případem obecnějšího útvaru – simplexu.
Spojením středů hran pravidelného čtyřstěnu vznikne pravidelný osmistěn vepsaný původnímu čtyřstěnu.
cos odchylky stěn = 1/3